# Piliocolobus foai
Piliocolobus foai is een zoogdier uit de familie van de apen van de Oude Wereld (Cercopithecidae). De wetenschappelijke naam van de soort werd voor het eerst geldig gepubliceerd door Eugène de Pousargues in 1899. Mogelijk is Piliocolobus lulindicus een ondersoort van deze soort.

## Voorkomen
De soort komt voor in het oosten van Congo-Kinshasa.